# Шелімбер
Шелімбер (рум. Șelimbăr) — село у повіті Сібіу в Румунії. Адміністративний центр комуни Шелімбер.
Село розташоване на відстані 210 км на північний захід від Бухареста, 4 км на південний схід від Сібіу, 120 км на південь від Клуж-Напоки, 111 км на захід від Брашова.

## Населення
За даними перепису населення 2002 року у селі проживали 2014 осіб.
Національний склад населення села:
| Національність | Кількість осіб | Відсоток |
| -------------- | -------------- | -------- |
| румуни         | 1919           | 95,3%    |
| німці          | 47             | 2,3%     |
| цигани         | 31             | 1,5%     |
| угорці         | 16             | 0,8%     |

Рідною мовою назвали:
| Мова      | Кількість осіб | Відсоток |
| --------- | -------------- | -------- |
| румунська | 1923           | 95,5%    |
| німецька  | 45             | 2,2%     |
| циганська | 31             | 1,5%     |
| угорська  | 14             | 0,7%     |